# بانکا زوتووا
بانکا زوتووا (انگلیسی: Banka Zotova) یک جزیره در استان ساخالین کشور روسیه است.